# Josef Harpe
Josef Harpe (21. září 1887 – 14. března 1968) byl veterán první světové války a německý generál Wehrmachtu za druhé světové války, který dosáhl hodnosti generálplukovník. Mimo jiné byl držitelem mnoha vojenských vyznamenání včetně rytířského kříže s dubovými ratolestmi a meči.

## Shrnutí vojenské kariéry

### Data povýšení
- Unteroffizier - 1. březen, 1910
- Fähnrich - 17. květen, 1910
- Leutnant - 20. březen, 1911
- Oberleutnant - 18. duben, 1915
- Hauptmann - 18. duben, 1918
- Major - 1. duben, 1931
- Oberstleutnant - 1. srpen, 1934
- Oberst - 1. leden, 1937
- Generalmajor - 30. srpen, 1940
- Generalleutnant - 15. leden, 1942
- General der Panzertruppe - 1. červen, 1942
- Generaloberst - 20. květen, 1944

### Významná vyznamenání
- Rytířský kříž (418. držitel) - 13. srpen, 1941
- Dubové ratolesti k Rytířskému kříži (55. držitel) - 31. prosinec, 1941
- Meče k rytířskému kříži (36. držitel) - 15. září, 1943
- Německý kříž ve zlatě - 19. únor, 1943
- Spona k železnému kříži I. třídy
- Spona k železnému kříži II. třídy
- Železný kříž I. třídy - 3. září, 1915
- Železný kříž II. třídy - 21. září, 1914
- Odznak za zranění v černém
- Tankový bojový odznak ve stříbře
- Kříž cti
- Zmíněn ve Wehrmachtbericht - 1. leden, 1944
- Medaile za východní frontu
- Sudetská pamětní medaile se sponou Pražský hrad
- Medaile za Anschluss
- |  |  |  Služební vyznamenání wehrmachtu od IV. do I. třídy